# Burley (Rutland)
Pour les articles homonymes, voir Burley.
Burley est un village et une paroisse civile du Rutland, en Angleterre.